# Rue Bourgelat
La rue Bourgelat est une rue pavée du quartier d'Ainay dans 2e arrondissement de Lyon, en France.

## Situation et accès
La rue commence au niveau du quai Maréchal-Joffre, et se termine sur la place Ampère. Elle est traversée par la rue Vaubecour ; les rues Guynemer et Adélaïde-Perrin se termine rue Bourgelat tandis que celle d'Enghien
débute dans cette rue. La circulation se fait en sens unique du quai jusqu'à la place Ampère avec un stationnement dans le sens de la circulation.

## Origine du nom
Le nom de la rue est dédié à Claude Bourgelat, né à Lyon le 27 mars 1712. Directeur de l’académie d’équitation de Lyon, il fonde en 1761 l'école nationale vétérinaire de Lyon, le premier établissement d'enseignement vétérinaire au monde. L'école est ensuite transféré en 1795 au clos des Deux-Amants.

## Histoire
La rue est aménagée de 1770 à 1778 grâce aux travaux de la compagnie Perrache sur la presqu'île qui repousse le confluent à son emplacement actuel.
Une plaque au N°16 rappelle que la société de Saint-Vincent-de-Paul s'est établie en 1773. Toujours au N°16, des fouilles archéologiques de 2010 ont découvert un mur du Ier siècle, des céramiques, des instrumentums et des enduits peints.
C'est au N°17 que Marcel Mérieux (1870-1937) installe son premier laboratoire, dans l'hôtel particulier de son frère Henri. Le bâtiment est, encore aujourd'hui, le siège de la fondation.
Au N°19, une plaque indique que c'est à cet endroit que se trouvait l'entrée de l'académie d'équitation que dirigeait Bourgelat. Deux jambages ornés de mascaronsentourent une fresque moderne d'après une gravure d'époque qui montre la presqu'île à cette époque. C'est également à cette adresse que le peintre Tony Tollet (1857-1953) a vécu.

## Galerie

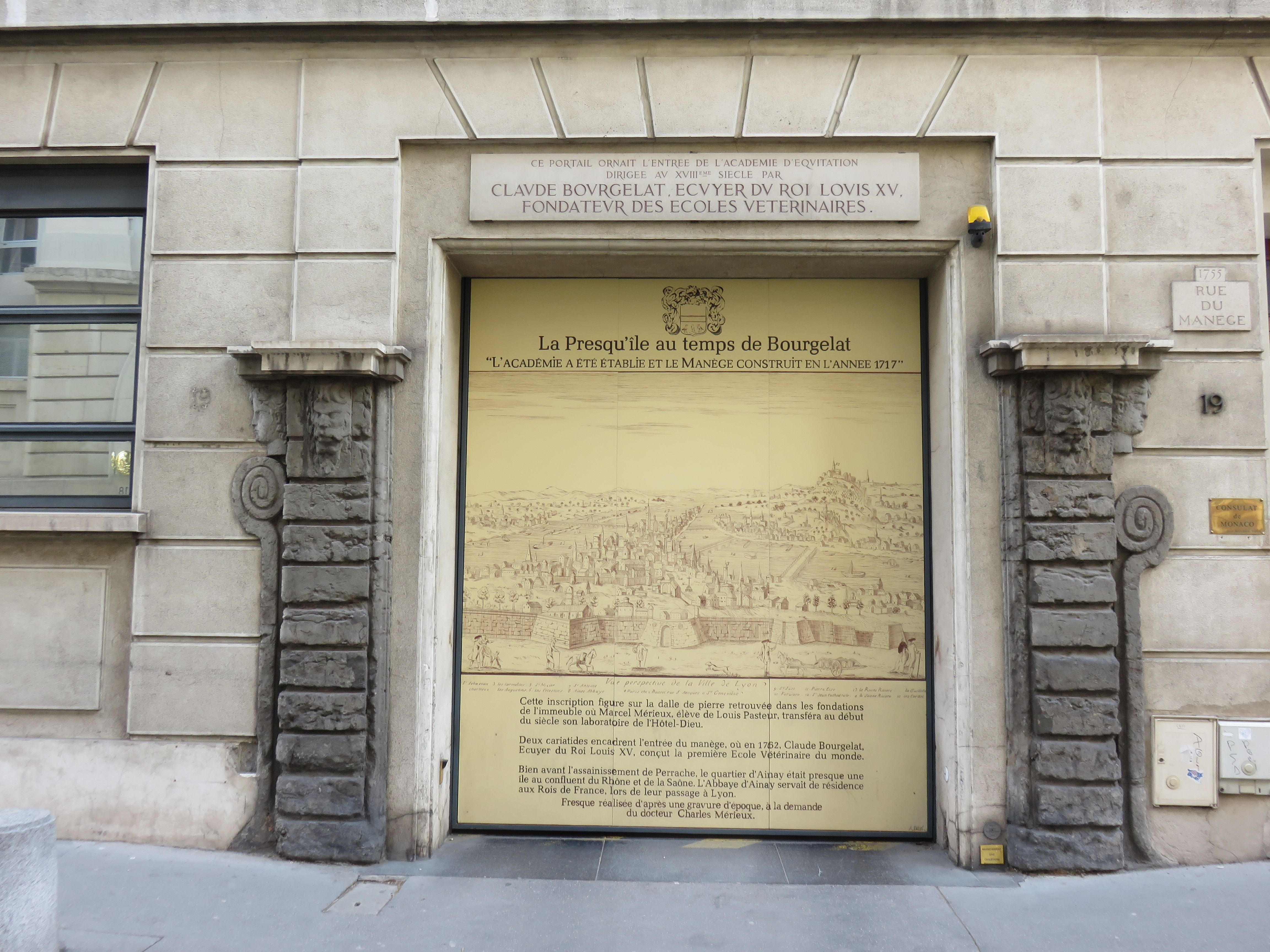
portail de l'ancienne académie d'équitation
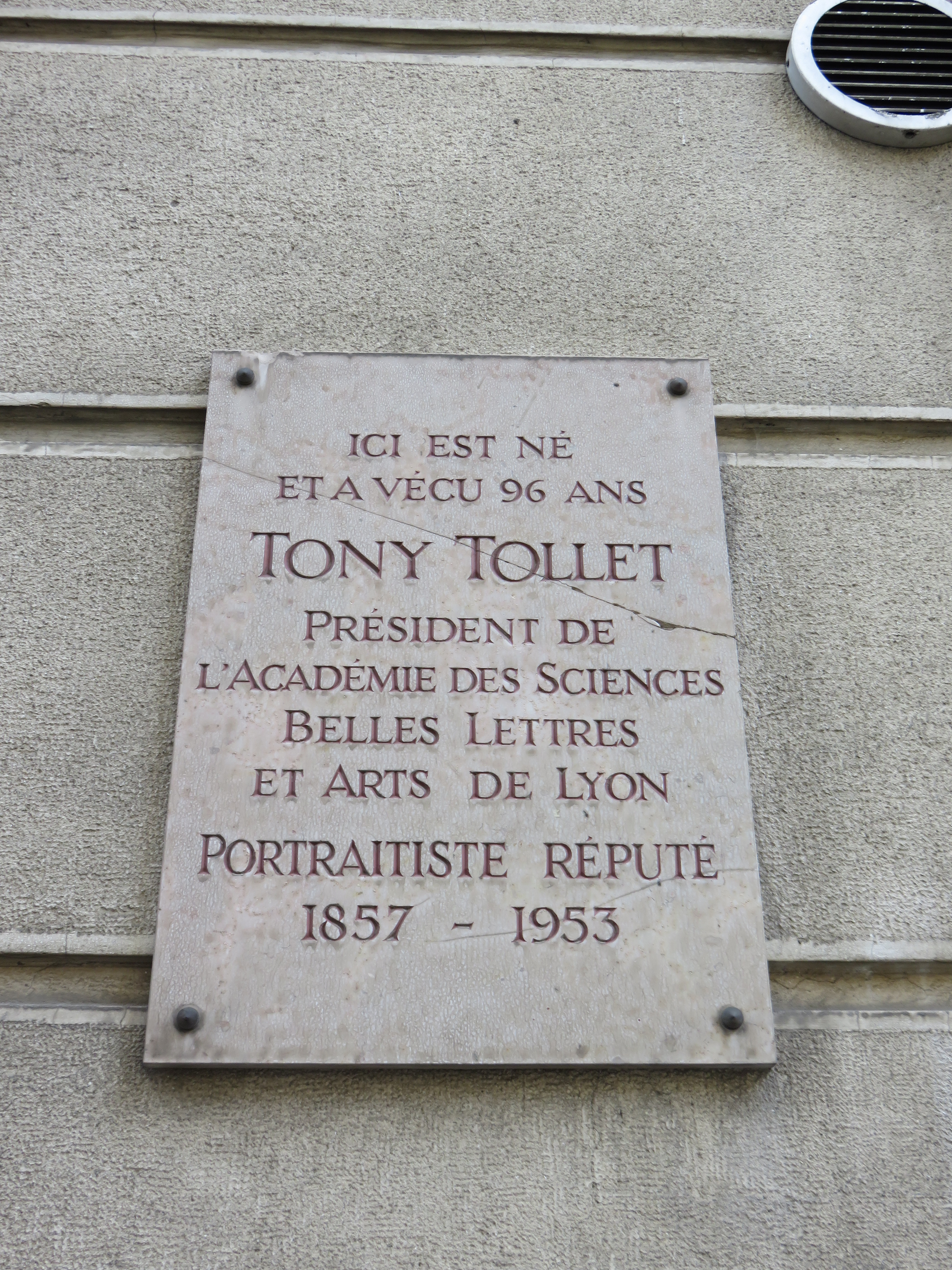
Plaque commémorative
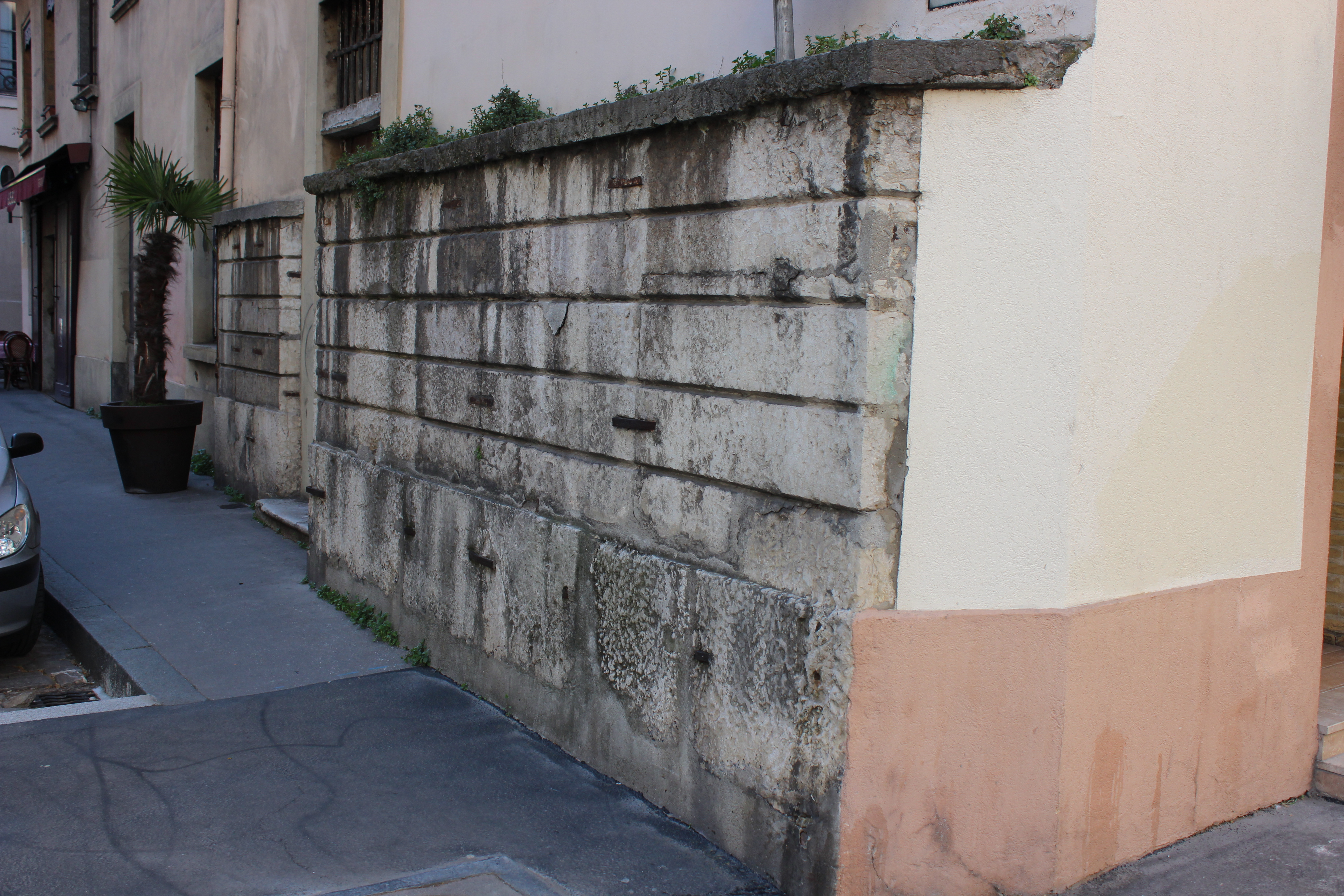
ancien rempart d'Ainay